# بابالة (مقاطعة ديواندرة)
بابالة (بالفارسية: پاپاله) هي قرية تقع في قسم كاني شيرين الريفي (مقاطعة ديواندرة) في إيران. يقدر عدد سكانها بـ 1,094 نسمة .